# Royal Rumble (2007)
Royal Rumble (2007) foi o 20º evento anual pay-per-view (PPV) de luta profissional Royal Rumble produzido pela World Wrestling Entertainment (WWE). Foi realizado para lutadores das divisões de marca Raw, SmackDown! e ECW da promoção. O evento aconteceu em 28 de janeiro de 2007, no AT&T Center em San Antonio, Texas. Isso marcou a primeira vez que a marca ECW participou do Royal Rumble, que se tornou a terceira marca da WWE em meados de 2006. Como tem sido habitual desde 1993, o vencedor do Royal Rumble recebeu uma luta pelo campeonato mundial na WrestleMania daquele ano. Para o evento de 2007, o vencedor recebeu a opção de desafiar o Campeonato da WWE do Raw, o Campeonato Mundial dos Pesos-Pesados do SmackDown! ou o Campeonato Mundial da ECW na WrestleMania 23, marcando a primeira vez que três títulos eram uma opção.
Cinco lutas de foram apresentadas no supercard do evento, uma programação de mais de um evento principal. O evento principal foi a luta Royal Rumble de 2007, que contou com lutadores de todas as três marcas. The Undertaker do SmackDown!, o trigésimo participante, venceu a luta ao eliminar por último Shawn Michaels do Raw, o vigésimo terceiro participante. A luta principal no Raw foi uma luta Last Man Standing pelo Campeonato da WWE entre John Cena e Umaga. Cena venceu a luta e manteve o título depois que Umaga não conseguiu se levantar antes do árbitro contar até dez. A partida predominante no SmackDown! foi Batista contra Mr. Kennedy pelo Campeonato Mundial dos Pesos Pesados, que Batista venceu por pinfall após executar uma Batista Bomb. A partida em destaque na marca ECW foi entre Bobby Lashley e Test pelo Campeonato Mundial da ECW.

## Produção
O Royal Rumble é um pay-per-view anual (PPV), produzido todo mês de janeiro pela World Wrestling Entertainment (WWE) desde 1988. É um dos quatro pay-per-views originais da promoção, junto com WrestleMania, SummerSlam e Survivor Series, apelidado de "Big Four". É nomeado após a partida Royal Rumble, uma batalha real modificada na qual os participantes entram em intervalos cronometrados, em vez de todos começarem no ringue ao mesmo tempo. O evento de 2007 foi o 20º na cronologia do Royal Rumble e estava programado para ser realizado em 28 de janeiro de 2007, no AT&T Center em San Antonio, Texas. Ele apresentava lutadores das marcas Raw, SmackDown! e ECW, que foi o primeiro Royal Rumble a incluir a ECW, um relançamento da antiga promoção Extreme Championship Wrestling que se tornou a terceira marca da WWE em maio de 2006.
A luta Royal Rumble geralmente apresenta 30 lutadores e o vencedor tradicionalmente ganha uma luta pelo campeonato mundial na WrestleMania daquele ano. Para 2007, o vencedor poderia escolher entre lutar pelo Campeonato da WWE do Raw, pelo Campeonato Mundial dos Pesos Pesados do SmackDown!, ou pelo Campeonato Mundial da ECW na WrestleMania 23. Isso marcou a primeira vez que o Campeonato Mundial da ECW foi uma escolha para o vencedor do partida, posteriormente marcando a primeira vez que o vencedor teve uma escolha entre três campeonatos mundiais.

### Histórias
O card consistia em seis lutas, bem como uma dark match. As lutas resultaram de histórias roteirizadas, onde os lutadores retratavam heróis, vilões ou personagens menos distinguíveis para criar tensão e culminaram em uma luta ou série de lutas. Os resultados foram predeterminados pelos escritores da WWE nas marcas Raw, SmackDown e ECW, com histórias produzidas em seus programas de televisão semanais, Raw, SmackDown e ECW.
A principal rivalidade do Royal Rumble no Raw foi entre o Campeão da WWE John Cena e Umaga. No evento pay-per-view anterior, New Year's Revolution, Cena derrotou Umaga para encerrar sua série invicta e manter o Campeonato da WWE. Na noite seguinte no Raw, Armando Alejandro Estrada, empresário de Umaga, pediu uma revanche, que Cena concordou. Mais tarde naquela noite, durante uma luta entre Cena e The Great Khali, Umaga interferiu e atacou Cena. Na semana seguinte, ocorreu a assinatura oficial do contrato para a revanche no Royal Rumble. Depois que foi anunciado que Estrada poderia escolher o tipo de luta, Estrada escolheu a luta como Last Man Standing. Cena assinou o contrato e passou a atacar Umaga e Estrada. No Raw de 22 de janeiro, depois que Cena foi eliminado de um Battle Royal, Umaga atacou Cena e machucou seu baço, que foi retratado como real como parte de sua história.
A rivalidade predominante no SmackDown! estava entre Batista e Mr. Kennedy, com os dois lutando pelo Campeonato Mundial dos Pesos Pesados. No episódio de 5 de janeiro do SmackDown! um sprint Beat the Clock começou. Os lutadores competiam em lutas individuais, e o lutador que vencesse uma luta no menor tempo se tornaria o desafiante número um ao Campeonato Mundial dos Pesos Pesados no Royal Rumble. Mr. Kennedy, que derrotou Chris Benoit em quase cinco minutos, teve o menor tempo no final do show. Na semana seguinte, o Sprint continuou. Na luta final, entre The Undertaker e The Miz, Kennedy interferiu puxando The Miz para fora do ringue. Depois de executar o Tombstone piledriver em The Miz, The Undertaker foi para a tentativa de pin. O tempo, no entanto, acabou e Kennedy se tornou o vencedor do Sprint. Na semana seguinte, no SmackDown!, The Undertaker foi colocado em uma luta com Kennedy, onde, se vencesse, seria adicionado à luta pelo título no Royal Rumble. Durante a luta, depois que Kennedy atacou Batista, que estava no ringue. Batista retaliou contra Kennedy, fazendo com que The Undertaker fosse desqualificado. Assim, a partida no Royal Rumble permaneceu como uma luta individual entre Batista e Kennedy.
A principal rivalidade da marca ECW foi entre Bobby Lashley e Test, com os dois brigando pelo Campeonato da ECW. Rob Van Dam ganhou uma enquete online contra Test e Sabu para ganhar uma chance pelo título no episódio de 2 de janeiro da ECW, que terminou em no-contest. Van Dam recebeu outra luta pelo título na semana seguinte. Test interferiu na luta e atacou os dois homens. Uma luta Triple Threat pelo título ocorreu no episódio de 16 de janeiro da ECW entre Lashley, Van Dam e Test. Lashley venceu, mas foi derrotado depois por Test. Uma luta pelo título entre Lashley e Test foi então feita para o Royal Rumble. Uma semana depois que a luta foi feita, no episódio de 23 de janeiro da ECW, Lashley derrotou Test em outra luta pelo título.

## Evento
| Papel:                    | Nome:                                                |
| ------------------------- | ---------------------------------------------------- |
| Comentaristas em inglês   | Jim Ross (Raw)                                       |
| Comentaristas em inglês   | Jerry Lawler (Raw / Royal Rumble)                    |
| Comentaristas em inglês   | Michael Cole (SmackDown! / Royal Rumble)             |
| Comentaristas em inglês   | John "Bradshaw" Layfield (SmackDown! / Royal Rumble) |
| Comentaristas em inglês   | Joey Styles (ECW)                                    |
| Comentaristas em inglês   | Tazz (ECW)                                           |
| Comentaristas em espanhol | Carlos Cabrera                                       |
| Comentaristas em espanhol | Hugo Savinovich                                      |
| Entrevistador             | Todd Grisham                                         |
| Anunciadores              | Lilian Garcia (Raw / Royal Rumble match)             |
| Anunciadores              | Tony Chimel (SmackDown!)                             |
| Anunciadores              | Justin Roberts (ECW)                                 |
| Árbitros                  | Scott Armstrong (ECW)                                |
| Árbitros                  | Mike Chioda (Raw)                                    |
| Árbitros                  | Jack Doan (Raw)                                      |
| Árbitros                  | Chris Kay (SmackDown!)                               |
| Árbitros                  | Jim Korderas (SmackDown!)                            |
| Árbitros                  | Nick Patrick (SmackDown!)                            |
| Árbitros                  | Charles Robinson (SmackDown!)                        |
| Árbitros                  | Mickie Henson (ECW)                                  |
| Sorteio Royal Rumble      | Kelly Kelly (ECW)                                    |

Antes do evento ir ao ar em pay-per-view, JTG derrotou Lance Cade em uma dark match.

### Lutas preliminares
A primeira luta que foi ao ar foi uma luta de duplas entre The Hardys (Matt e Jeff Hardy) e MNM (Joey Mercury e Johnny Nitro). A luta foi para frente e para trás até que MNM assumiu o controle atacando a mandíbula machucada de Matt repetidamente. Os Hardys ganharam a vantagem brevemente, mas a perderam quando Nitro rebateu um ataque aéreo de Jeff. Jeff finalmente marcou Matt, que derrotou tanto Mercury quanto Nitro. A finalização veio quando Matt deu um Twist of Fate e Jeff executou a Swanton Bomb no Nitro. Jeff então derrotou Nitro para a vitória.

### Lutas principais
A segunda luta foi Bobby Lashley contra Test pelo Campeonato Mundial da ECW. Test usou muitos movimentos ilegais e assumiu o controle depois de levar o ombro de Lashley para o ringpost. Ele continuou a atacar o ombro até que Lashley revidou com vários movimentos poderosos. Teste rolou para fora do ringue, permitindo-se ser contado. Lashley venceu e manteve seu título. Ele veio depois de Test, no entanto, o trouxe de volta ao ringue e continuou a derrotá-lo.
A terceira luta foi entre o Campeão Mundial de Pesos Pesados Batista e Mr. Kennedy pelo Campeonato Mundial de Pesos Pesados. Batista ganhou uma vantagem inicial ao dominar Kennedy até que Kennedy machucou o joelho de Batista usando os degraus de aço. Kennedy continuou a atacar os joelhos de Batista, e aplicou várias finalizações que atingiram o joelho. Batista revidou, ainda favorecendo o joelho, até que Kennedy empurrou Batista contra o árbitro e desferiu um golpe baixo. Kennedy derrotou Batista por mais de três contagens, mas a luta continuou devido ao nocaute do árbitro. Batista realizou um clothesline e um Batista Bomb para manter o título.
Na quarta luta, Umaga enfrentou John Cena pelo Campeonato da WWE na luta Last Man Standing. Umaga dominou Cena, ganhando vantagem usando movimentos poderosos e atacando as costelas enfaixadas de Cena. Cena tentou revidar usando os degraus de aço, mas Umaga rapidamente se recuperou e continuou a bater. Cena conseguiu acertar um golpe baixo e desferiu um bulldog nos degraus de aço, uma spin-out powerbomb nos degraus de aço e o Five Knuckle Shuffle em Umaga. Umaga recuperou o controle quando Cena tentou um FU nos degraus e desmaiou, batendo a cabeça nos degraus. Cena evitou uma running headbutt drop e atingiu Umaga na cabeça com um monitor de televisão. Umaga se levantou, mas perdeu um respingo em uma mesa de transmissão. Umaga se levantou novamente quando seu empresário, Armando Alejandro Estrada, destacou um dos urnbuckles para Umaga usar. Cena evitou o ataque, executou um AA e aplicou o STF em Umaga usando a corda solta do ringue. Umaga não respondeu a contagem de dez do árbitro, e Cena manteve o título.

### Evento principal

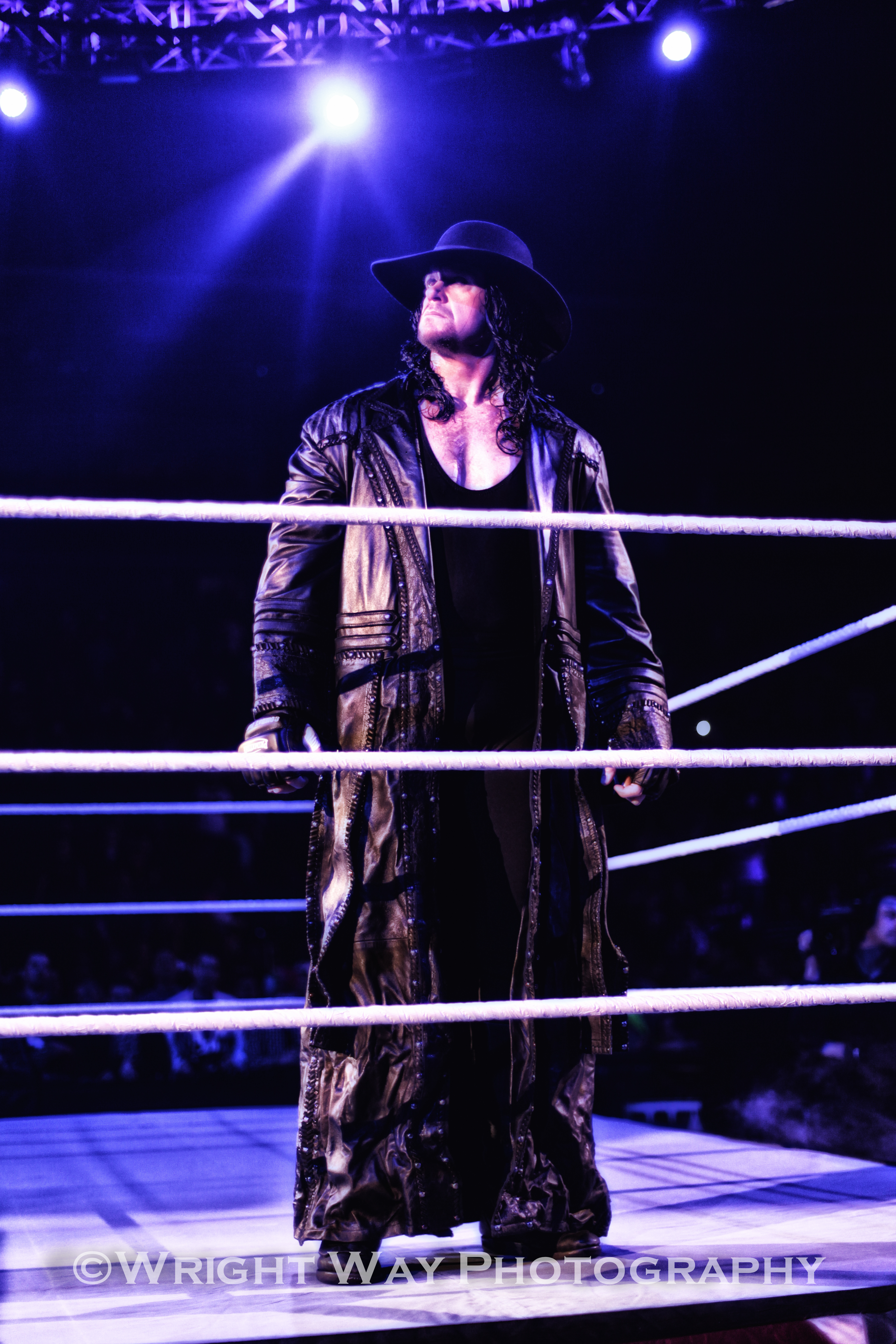
The Undertaker, vencedor da luta Royal Rumble de 2007.

A partida final foi a luta Royal Rumble. Kane, o décimo participante, dominou a partida ao entrar, eliminando Tommy Dreamer e Sabu, com um estrangulamento em Sabu através de uma mesa que Sabu havia montado anteriormente. The Sandman, entrando em décimo quinto, usou seu signature Singapore Cane na partida antes que King Booker o eliminasse rapidamente. Randy Orton e Edge trabalharam juntos para eliminar os Hardys. Depois que Booker foi eliminado por Kane, ele voltou ao ringue, eliminou Kane e continuou a derrotá-lo. Foi preciso o esforço combinado de oito homens para eliminar Viscera após Shawn Michaels realizar um superkick em Viscera. The Great Khali, entrando em vigésimo oitavo, dominou ao entrar na partida, eliminando sete homens rapidamente. The Undertaker entrou por último, que imediatamente lutou e eliminou Khali, depois Montel Vontavious Porter, deixando Edge, Orton, Michaels e Undertaker como os quatro finalistas. Orton executou um RKO em Michaels, fazendo-o sair do ringue por baixo das cordas e deixando Edge, Orton e Undertaker. Orton pegou Edge tentando atacá-lo, mas os dois logo se reconciliaram, trabalhando juntos em The Undertaker. Michaels, fora do ringue, voltou, eliminando Orton e Edge. Os dois restantes trocaram ataques até o final, quando The Undertaker deu um chokeslam em Michaels, que retaliou com Sweet Chin Music. Michaels tentou outro Sweet Chin Music, mas Undertaker evitou, então eliminou Michaels para vencer a luta. The Undertaker se tornou o primeiro competidor a vencer a luta entrando como número 30 (o que é considerado o ponto "mais fácil" de vencer, apesar de ninguém ter feito isso em nenhuma partida anterior).

## Recepção
O AT&T Center já recebeu muitos eventos diferentes com uma variedade de lugares máximos. Um evento de basquete, que tem uma configuração menor do que um evento de luta livre, pode conter um máximo de 18.797 fãs. Devido à produção do Royal Rumble, o padrão máximo foi reduzido e o evento atraiu 13.500 fãs e recebeu 491.000 compras de pay-per-view. A WWE faturou US$ 15,8 milhões com receitas de pay-per-view em seu primeiro trimestre (que incluiu Royal Rumble, No Way Out e WrestleMania) contra US$ 17,1 milhões em 2006 para os mesmos eventos, uma diferença de US$ 1,3 milhão. O Royal Rumble de 2006 também resultou em 548.000 compras de pay-per-view, 57.000 a mais que o Royal Rumble de 2007. Sub site de wrestling profissional do Canadian Online Explorer, Slam! Wrestling, avaliou todo o evento com 7,5 de 10 pontos, devido ao evento não durar suas três horas inteiras e muitos contratempos que ocorreram durante a luta Royal Rumble, que eles também avaliaram com 7,5. A última luta entre John Cena e Umaga foi amplamente elogiada. The Royal Rumble 2007 foi lançado em DVD em 27 de fevereiro de 2007 e distribuído pela WWE. O DVD estreou no Top de vendas de DVDs da Billboard em 3º lugar em 24 de março de 2007. O DVD permaneceu na parada por 13 semanas consecutivas até 16 de junho de 2007, quando sua classificação final estava em 10º lugar.

## Após o evento
Os shows após o Royal Rumble cercaram a escolha de The Undertaker de qual campeão enfrentar na WrestleMania 23. Undertaker apareceu em todas as três marcas e encarou os campeões. Finalmente, no episódio de 5 de fevereiro do Raw, The Undertaker escolheu enfrentar Batista pelo Campeonato Mundial dos Pesos Pesados, e o acertou com um chokeslam, iniciando sua rivalidade. The Undertaker ganhou o título na WrestleMania, e sua rivalidade continuou até o episódio de 11 de maio do SmackDown!, quando The Undertaker perdeu o título para Edge, que descontou o Money in the Bank, que ele ganhou de Mr. Kennedy no início daquela semana no Raw.
Depois que The Undertaker fez sua escolha em 5 de fevereiro, Shawn Michaels, Edge e Randy Orton queriam enfrentar Cena pelo título na WrestleMania. Uma luta Triple Threat foi feita entre os três para a disputa pelo título, que Michaels venceu depois de fazer o pin em Orton. Cena manteve com sucesso seu título contra Michaels na WrestleMania. Eles continuaram a brigar pelo título com a adição de Orton e Edge, mas Cena permaneceu campeão. Logo após o Royal Rumble, Umaga e Bobby Lashley se juntaram à rivalidade entre Mr. McMahon e Donald Trump na "Batalha dos Bilionários" como seus representantes respectivamente para a luta Hair vs. Hair na WrestleMania.
Sua luta no Royal Rumble marcou o início do push de Mr. Kennedy para o status de evento principal. Ele enfrentou Bobby Lashley pelo Campeonato Mundial da ECW no No Way Out, que ele venceu por desqualificação, não conseguindo conquistar o título. Kennedy venceu a luta Money in the Bank na WrestleMania, que lhe deu uma chance pelo título mundial a qualquer momento de sua escolha para o ano seguinte. Kennedy sofreu uma lesão em um show em casa, no entanto, que o deixaria afastado por cinco a sete meses, e foi reservado para perder sua chance pelo título para Edge no episódio de 7 de maio do Raw. Resultados posteriores mostraram que a lesão era muito menos grave, mas Kennedy já havia perdido sua chance pelo título. Ele voltou ao status de mid-card para o restante do ano.
Este foi o último Royal Rumble a estar no formato 4:3 até janeiro de 2008, quando foi para alta definição.

## Resultados
| Nº                                          | Resultados                                                                         | Estipulações                                                                            | Tempo |
| ------------------------------------------- | ---------------------------------------------------------------------------------- | --------------------------------------------------------------------------------------- | ----- |
| Pré- show                                   | JTG (com Shad Gaspard) derrotou Lance Cade (com Trevor Murdoch)                    | Luta individual                                                                         | -     |
| 1                                           | The Hardys (Matt e Jeff) derrotaram MNM (Joey Mercury e Johnny Nitro) (com Melina) | Luta de duplas                                                                          | 15:27 |
| 2                                           | Bobby Lashley (c) derrotou Test                                                    | Luta individual pelo Campeonato Mundial da ECW                                          | 7:18  |
| 3                                           | Batista (c) derrotou Mr. Kennedy                                                   | Luta individual pelo Campeonato Mundial dos Pesos Pesados                               | 10:29 |
| 4                                           | John Cena (c) derrotou Umaga (com Armando Alejandro Estrada)                       | Luta Last Man Standing pelo Campeonato da WWE                                           | 23:09 |
| 5                                           | The Undertaker venceu eliminando por ultimo Shawn Michaels                         | Luta Royal Rumble de 30 lutadores por uma luta por um título mundial na WrestleMania 23 | 56:18 |
| (c) – Refere-se aos campeões antes da luta. |                                                                                    |                                                                                         |       |

### Entradas e eliminações do Royal Rumble
– Raw
     – SmackDown!
     – ECW
     – Vencedor
| Nº | Entrada                  | Marca      | Ordem de eliminação | Eliminado por                                                                                            | Tempo | Eliminações |
| -- | ------------------------ | ---------- | ------------------- | --- | ----- | ----------- |
| 1  | Ric Flair                | Raw        | 1                   | Edge e Kenny Dykstra                                                                                     | 05:40 | 0           |
| 2  | Finlay                   | SmackDown! | 12                  | Shawn Michaels                                                                                           | 32:32 | 0           |
| 3  | Kenny Dykstra            | Raw        | 2                   | Edge | 04:05 | 1           |
| 4  | Matt Hardy               | SmackDown! | 9                   | Edge e Randy Orton                                                                                       | 18:55 | 0           |
| 5  | Edge                     | Raw        | 28                  | Shawn Michaels                                                                                           | 44:02 | 6           |
| 6  | Tommy Dreamer            | ECW        | 3                   | Kane | 06:41 | 0           |
| 7  | Sabu                     | ECW        | 4                   | Kane | 05:27 | 0           |
| 8  | Gregory Helms            | SmackDown! | 5                   | King Booker                                                                                              | 06:50 | 0           |
| 9  | Shelton Benjamin         | Raw        | 14                  | Shawn Michaels                                                                                           | 22:22 | 1           |
| 10 | Kane1                    | SmackDown! | 11                  | King Booker4                                                                                             | 13:21 | 3           |
| 11 | CM Punk                  | ECW        | 22                  | The Great Khali                                                                                          | 27:16 | 1           |
| 12 | King Booker              | SmackDown! | 10                  | Kane | 09:23 | 3           |
| 13 | Super Crazy              | Raw        | 7                   | Edge e Randy Orton                                                                                       | 04:32 | 0           |
| 14 | Jeff Hardy               | Raw        | 8                   | Edge | 03:38 | 0           |
| 15 | The Sandman              | ECW        | 6                   | King Booker                                                                                              | 00:13 | 0           |
| 16 | Randy Orton              | Raw        | 27                  | Shawn Michaels                                                                                           | 27:14 | 2           |
| 17 | Chris Benoit             | SmackDown! | 19                  | The Great Khali                                                                                          | 17:52 | 3           |
| 18 | Rob Van Dam              | ECW        | 21                  | The Great Khali                                                                                          | 15:27 | 2           |
| 19 | Viscera                  | Raw        | 13                  | Chris Benoit, CM Punk, Edge, Hardcore Holly, Johnny Nitro, Kevin Thorn, Rob Van Dam e Shelton Benjamin 2 | 06:22 | 0           |
| 20 | Johnny Nitro             | Raw        | 15                  | Chris Benoit                                                                                             | 06:18 | 1           |
| 21 | Kevin Thorn              | ECW        | 16                  | Chris Benoit                                                                                             | 06:15 | 1           |
| 22 | Hardcore Holly           | ECW        | 18                  | The Great Khali                                                                                          | 10:21 | 1           |
| 23 | Shawn Michaels           | Raw        | 29                  | The Undertaker                                                                                           | 24:11 | 4           |
| 24 | Chris Masters            | Raw        | 17                  | Rob Van Dam                                                                                              | 03:32 | 0           |
| 25 | Chavo Guerrero           | SmackDown! | 24                  | The Great Khali                                                                                          | 06:24 | 0           |
| 26 | Montel Vontavious Porter | SmackDown! | 26                  | The Undertaker                                                                                           | 07:31 | 0           |
| 27 | Carlito                  | Raw        | 23                  | The Great Khali                                                                                          | 03:19 | 0           |
| 28 | The Great Khali          | Raw        | 25                  | The Undertaker                                                                                           | 03:45 | 7           |
| 29 | The Miz                  | SmackDown! | 20                  | The Great Khali                                                                                          | 00:07 | 0           |
| 30 | The Undertaker           | SmackDown! | —                   | Vencedor3                                                                                                | 13:15 | 3           |

1. ↑ Glenn Jacobs (Kane) fez sua décima primeira aparição em uma partida do Royal Rumble, quebrando seu próprio recorde e o de Solofa Fatu (Rikishi) de mais aparições no Royal Rumble. Foi também sua nona aparição consecutiva, também anunciada como um recorde para Kane.
2. ↑  Este Royal Rumble estabeleceu um novo recorde para o maior número de lutadores envolvidos em uma eliminação, levando 8 homens para lançar Viscera por cima da corda superior. Isso bateu o recorde anterior estabelecido no Royal Rumble de 1994 quando foram necessários 7 homens para eliminar Viscera (então conhecido como Mabel).
3. ↑  The Undertaker foi o primeiro lutador a vencer a luta Royal Rumble no número 30.
4. ↑  King Booker foi eliminado, mas voltou e eliminou Kane

.